# Craterul Kelly West
Kelly West este un crater de impact meteoritic în centrul Teritoriului de Nord, Australia. Acesta a fost descoperit în timpul unei cartografieri geologice guvernamentale, și a fost raportat prima dată în 1973, dovezi ale impactului provin în principal de la abundența structurilor conice de impact găsite aici.

## Date generale
Suprafața de la Kelly West cuprinde un deal circular, din cuarțit Palaeoproterozoic, de aproximativ 2 km în diametru, această suprafață este interpretată ca o ridicare centrală a unui crater de impact mai complex. Interpretarea geofizică recentă sugerează un crater original cu un diametru de 6,6 km,mai puțin decât estimările anterioare de aproximativ 10 km. Vârsta sa este estimată a fi mai mare decât Cambrianul Mijlociu din cauza rocilor sedimentare (aflate sub ridicătura centrală) de această vârstă care nu au fost deformate de evenimentul de impact.